# Himalaya : L'Enfance d'un chef
Pour les articles homonymes, voir Himalaya (homonymie) et L'Enfance d'un chef (homonymie).
Pour plus de détails, voir Fiche technique et Distribution.
Himalaya : L'Enfance d'un chef (népalais : हिमालय), est un film franco-anglo-helvético-népalais réalisé par Éric Valli, sorti en 1999. Le scénario est signé Louis Gardel. La musique a été composée par Bruno Coulais et a remporté le César de la meilleure musique originale en 2000.

## Synopsis
Dans les hautes montagnes du Népal, dans le Dolpo, au Tibet  à 5 000 m d'altitude, deux caravanes de nomades du sel partent vendre leur marchandise sur la route du sel.
Le vieux chef Tinlé, dont le fils aîné (Lhapka) vient de mourir de façon inexpliquée, refuse de laisser la conduite de la caravane de yacks au jeune Karma qu'il accuse d'être responsable de la mort de son fils. Bravant les oracles du chamane et la colère de Tinlé, Karma lève la caravane, avant la date rituelle, suivi par les jeunes du village. Au jour fixé par les dieux, Tinlé, avec l'aide de son second fils (le moine Norbou), de son petit-fils et de ses vieux compagnons, décide, contre toute raison, de partir à son tour, pour éviter que le clan de Karma ne prenne le pouvoir. Une haine ancestrale oppose en effet le clan de Tinlé à celui de Karma. Les deux caravanes se rejoignent finalement. De nouveau, une divergence éclate entre Tinlé, qui pressent une tempête imminente, et veut partir tout de suite, et Karma, qui ne croit pas à sa prédiction. Le blizzard arrive finalement et Tinlé, à bout de forces, perd son groupe et est sauvé par Karma, resté en arrière. Le vieillard ne se remet pas du coup de froid, mais peut au moins revoir les siens une dernière fois et se réconcilie avec son sauveur. Norbou décide alors de dessiner son histoire pour que l'on en garde la trace. 

## Fiche technique
- Titre : Himalaya : L'Enfance d'un chef[1]
- Réalisation : Éric Valli
- Conseiller technique : Michel Debats
- Scénario : Éric Valli, Olivier Dazat, Jean-Claude Guillebaud, Louis Gardel, Nathalie Azoulai et Jacques Perrin
- Musique : Bruno Coulais
- Photographie : Éric Guichard et Jean-Paul Meurisse
- Son : Denis Guilhem, Denis Martin et Bernard Le Roux
- Décors : Jérôme Krowicki
- Costumes : Karma Tundung Gurung et Michel Debats
- Montage : Marie-Josèphe Yoyotte
- Production : Jacques Perrin
- Sociétés de production : Galatée Films, France 2 Cinéma, Les Productions de la Guéville, Les Productions JMH, Antelope, BAC Films
- Distribution : Films Lions Gate et Christal Films Ciné-Maison
- Pays de production :  France,  Royaume-Uni,  Suisse,  Népal
- Langues : français, tibétain
- Format : couleur - 2.35:1 - Dolby Digital
- Genre : aventures
- Durée : 108 minutes
- Dates de sortie :
  - 15 décembre 1999 (France)
  - 15 décembre 1999 (Belgique)

## Distribution
- Thinle Lhondup : Tinlé
- Lhakpa Tsamchoe : Péma
- Gurgon Kyap : Karma
- Karma Tensing Nyima Lama : Norbou
- Karma Wangel : Pasang
- Jampa Kalsang Tamang : Jampa
- Tsering Dorjee : Rabkie
- Labrang Tundup : Labrang
- Rapke Gurung : Tundup
- Pemba Bika : Tensing

## Distinctions

### Récompenses
- Festival international du film de Flandre-Gand 1999
- Césars de la meilleure musique et de la meilleure photo
- Prix Aide à la Création de la Fondation Gan pour le Cinéma en 1995

### Nominations
- Oscar du meilleur film étranger